# Jiří Čtyřoký
Jiří Čtyřoký (20 marzo 1911 – 2004) è stato un cestista cecoslovacco.

## Carriera
Con la Cecoslovacchia ha disputato i Campionati europei del 1935 e i Giochi olimpici di Berlino 1936.